# Balko-Gruzski
Balko-Gruzski (del ruso: Балко-Грузский) es un jútor del raión de Yegorlykskaya del óblast de Rostov de Rusia. Está situado a orillas del río Grúzskaya, afluente por la derecha del río Kavalerka, tributario del Yeya, 28 km al suroeste de Yegorlykskaya y 102 km al sureste de Rostov del Don, la capital del óblast. 
Pertenece al municipio Balko-Grúzskoye.